# Stipa saposhnikowii
Stipa saposhnikowii là một loài thực vật có hoa trong họ Hòa thảo. Loài này được (Roshev.) Kitag. miêu tả khoa học đầu tiên năm 1942.